# Handball-Regionalliga Ostsee-Spree (Frauen)
Die Regionalliga Ostsee-Spree (Frauen) ist eine der zehn Staffeln der Handball-Regionalliga des Deutschen Handballbundes und die höchste Spielklasse der Handballverbände Mecklenburg-Vorpommern, Berlin und Brandenburg. Die RL-OS ist die vierthöchste Spielklasse im deutschen Handball. Ab der Saison 2024/25 wurde die Oberliga in Regionalliga Ostsee-Spree umbenannt.

## Geschichte
Nach Abschluss der Oberligasaison 2023/24 hatten sich hierzu zwölf Vereine für die RL-OS qualifiziert. Dies waren Absteiger aus der 3. Liga (Frauen), Teams aus der Oberliga und Aufsteiger aus den Verbandsligen. Die bisher untergeordnete Verbandsliga wurde ab der Saison 2024/25 in Oberliga umbenannt.

### Modus
Im Verlaufe einer Saison treten zwölf Teams gegeneinander an und ermitteln in einer Hin- und Rückrunde den Ostsee-Spree Meister, der sich für die Aufstiegsrelegation zur 3. Liga (Frauen) qualifiziert.
Es steigen so viele Mannschaften ab (maximal drei), bis die Staffelstärke von zwölf Teams incl. zwei Aufsteigern aus der Oberliga Bayern und möglichen Absteigern aus der 3. Liga erreicht ist.

## Saison 2025/26

### Teilnehmer
| - Pro Sport 24 - VfV Spandau - HSG Neukölln - SV Warnemünde | - Berliner TSC - BFC Preussen - Stralsunder HV - SG NARVA Berlin | - HV Grün-Weiß Werder - SV Grün Weiß Schwerin II - Stavenhagener SV von 1863 - SV Fortuna ’50 Neubrandenburg (M) |

- (A) =  Absteiger aus der 3. Liga.  (N) = Neu in der Liga (Aufsteiger) (M) = Meister (Titelverteidiger)

## Meister
Ostsee-Spree
| Saison  | Verein                        |
| ------- | ----------------------------- |
| 2024/25 | SV Fortuna ’50 Neubrandenburg |
| 2025/26 |                               |

Aufsteiger in die 3. Liga fett gedruckt